# Launonen
Launonen är en tätort (finska: taajama) i Loppis kommun i landskapet Egentliga Tavastland i Finland. Vid tätortsavgränsningen den 31 december 2021 hade Launonen 1 231 invånare och omfattade en landareal av 4,25 kvadratkilometer.